# Leptotroga rufalia
Leptotroga rufalia är en fjärilsart som beskrevs av George Thomas Bethune-Baker 1906. Leptotroga rufalia ingår i släktet Leptotroga och familjen nattflyn. Inga underarter finns listade i Catalogue of Life.